# Уорнер, Сандра
Са́ндра Фэй Уо́рнер (англ. Sandra Faye Warner; 14 марта 1935, Мидлтаун, Ориндж, Нью-Йорк, США) — американская актриса

, фотомодель и певица.

## Ранние года
Уорнер родилась в Мидлтауне, Ориндж, Нью-Йорк. Она и её сестра-близнец Соня начали заниматься пением, когда им было по 5 лет.

## Модельная карьера
Как лицо Exotica, она появилась на первых 12 обложках альбомов Мартина Денни и на 16 в целом, начиная с Exotica в 1957 году, которая достигла № 1 в чартах Billboard.
Мартин Денни вспоминает: «Она была потрясающей моделью, чрезвычайно фотогеничной. Она позировала, как минимум, для первой дюжины альбомов, которые я записывал».
Позднее она выпустила свой собственный альбом «Steve Allen Presents Fair and Warner».
Она также появилась на обложках альбомов других художников, в том числе на «The Most Mishige» Микки Каца.
Уорнер появилась на праздновании 50-летия фильма «В джазе только девушки», которое состоялось в отеле Дель Коронадо в 2009 году.

## Карьера в кино и на телевидении
Уорнер появилась в нескольких фильмах, часто с её сестрой-близнецом Соней, в том числе: «Человеческие джунгли», «В джазе только девушки», «Девушка с вечеринки» Николаса Рэя и «Выстрел в упор» Джона Бурмена. Она также появилась в таких телесериалах, как «Беглец», двух эпизодах «Сумеречной зоны» («A Nice Place to Visit» и «The Dummy») и одном эпизоде «Перри Мейсон» («The Case of the Bountiful Beauty», 1964), играя роль жертвы убийства Стефани Карью.
Уорнер получила роль Пэт Смит, жены фиктивного сенатора США Юджина Смита, в ситкоме ABC, «Миссис Смит отправляется в Вашингтон» с Фессом Паркером в главной роли.